# 斯泰利布里奇和海德 (英國國會選區)

選區在大曼徹斯特郡的位置

斯泰利布里奇和海德（英語：Stalybridge and Hyde），英國國會一郡選區，位於大曼徹斯特郡東部，包括泰姆賽德東部七個地方選區。
創設於1918年。早期支持保守黨，自1945年以來一直支持工黨。在2010年大選中，具有工黨和合作黨雙重黨籍的喬納森·雷諾斯以39.6%選票首次當選，繼承了詹姆斯·珀內爾留下的議席。